# Metro w Hanoi
Metro w Hanoi − system metra w wietnamskim mieście Hanoi.  
Należący do Kolei Wietnamskich i obsługiwany przez Hanoi Metro Company (HMC), jest to pierwszy działający system metra w Wietnamie. Pierwsza linia (linia 2A) została oddana do użytku 6 listopada 2021 roku, zaś druga (linia 3) została otwarta 8 sierpnia 2024 roku.
Z systemu w grudniu 2021 roku dziennie korzystało średnio 12 tysięcy osób. Liczba ta wzrosła w listopadzie 2022 roku do 32 tysięcy w dni powszednie i od 26 do 28 tysięcy pasażerów w weekendy.